# Richemont
Compagnie Financière Richemont S.A. eller Richemont er en schweizisk producent af luksusgoder. Virksomheden blev etableret i 1988 af sydafrikanske Johann Rupert. Gennem flere datterselskaber sælger de smykker, ure, lædervarer, kuglepenne, skydevåben, modetøj og accessories. Richemont er børsnoteret på SIX Swiss Exchange og JSE Limited.
Selskabets brands inkluderer A. Lange & Söhne, Azzedine Alaïa, Baume & Mercier, Buccellati, Cartier, Chloé, Dunhill, IWC Schaffhausen, Giampiero Bodino, Jaeger-LeCoultre, Montblanc, Officine Panerai, Piaget, Peter Millar, Purdey, Roger Dubuis, Vacheron Constantin og Van Cleef & Arpels.